# Тигре (народ)
Тигре — народ в северной Эритрее и приграничных районах Судана. Численность — около 1,5 млн человек. Язык тигре принадлежит к эфиосемитской группе языков семитской языковой семьи. Являются прямыми потомками древних аксумцев.

## Внешний облик
Тигре обладают скорее южно-европеоидными чертами лица, чем африканскими, и отличаются от жителей Южной Аравии лишь более тёмным цветом кожи. У них волнистые волосы, продолговатое лицо, прямой и узкий нос.

## Язык
Язык тигре принадлежит к эфиосемитской группе языков семитской языковой семьи и происходит от языка гэз. Исторически бесписьменный. Правительство Эритреи для составления документов на тигре использует эфиопское письмо.

## История

### Аксумское царство
В первые века нашей эры на территории современных Эфиопии и Судана появилось Аксумское государство. История его образования неизвестна. Не вызывает сомнений наличие тесной связи с древнесабейской культурой южной Аравии, древнеэфиопская письменность развилась на основе сабейской. В летописях, составленных монахами абиссинских монастырей, эта связь объясняется легендой о происхождении эфиопских царей от Менелика сына царя Соломона и царицы Савской.
Столицей Аксумского государства был Аксум, главным портом и торговым центром — Адулис. В IV веке н. э. царь Эзана предпринял поход на север, дошёл до Нила, подчинил царство Мероэ в междуречье Белого и Голубого Нила и южноаравийские царства Химьяр, Райдан и Сабу. Был заключен союз с Византией, на территории Аксума было введено христианство. Кроме того, ко времени правления Эзаны относится реформа письменности. В сабейском алфавите, использовавшемся ранее, существовали только согласные буквы, в ходе реформы были введены новые буквы, обозначавшие также и гласные звуки.
Цари Аксума называли себя «ныгусэ негест», то есть «царями царей», и собирали богатую дань с подчиненных народов. Аксум стал экономическим, политическим и культурным центром могучего рабовладельческого государства, распространившего своё влияние далеко на Африку и Аравию.
Аксумское население вело оседлый образ жизни, занималось скотоводством и земледелием (пшеница), развито было товарное хозяйство. Имелся собственный монетный двор.
Закат Аксума начинается в период арабского завоевания: арабы перекрыли аксумцам торговый путь ключевого значения — к Красному морю. Адулис утратил своё значение, Аксумское государство оказалось в культурной и торговой блокаде, дальнейшая история его не известна.

## Традиционный уклад жизни

### Одежда
Традиционный мужской костюм состоит из узких коротких штанов — сури, длинной рубашки — камис, накидки — шаммы и бурнуса. Камис шьётся из цельного куска ткани с вырезом под голову, длинные рукава сильно сужаются у кисти, воротник стоячий; подпоясывается маканатом — широким поясом длиной от 6 до 10 метров.
Женский костюм состоит из длинной плотной рубахи, шаммы и бурнуса. Штаны носят только при верховой езде.
Вплоть до XIX века воины носили лемд — накидку из львиной гривы.
Сейчас популярностью пользуются цветные ситцы.

### Жилища
Тигра строят жилища типа хедмо. Это прямоугольные дома высотой 2-3 метра, построенные из мелкого камня и щебня, смешанных с глиной, землей и коровьим навозом. Крыша жилища хедмо плоская. Ряд глиняных сосудов играет роль перегородки, отделяя спальню от кухни.

### Сельское хозяйство
Ранее в области Тигре применялась переложная система земледелия. Выращивается пшеница, дурра (вид проса), дагусса (хлебный злак), лён (семена употребляются для приготовления лепешек), бобы, нут, чина и чечевица. Овощеводство и плодоводство развиты слабо; распространена культура хлопка. Развито скотоводство: тигра держат овец, коз и зебу. Из домашней птицы держат только кур.

### Питание
Среди крестьянства распространены пресные хлебные лепешки энджера с подливой шуро. Подлива готовится из гороха, чечевицы или бобов, добавляется масло и красный перец. Из молочных продуктов употребляют коровье масло, простоквашу, сметану и творог с чесноком. Среди напитков пользуются популярностью тедж — пчелиный мёд, разведённый водой, и ячменное пиво телла.

### Ремесла
Тигре искусны в ткачестве, резьбе по дереву и рогу, гончарном деле и плетении корзин.
Глиняную посуду тигре выделывают путём спирального наращивания валиков.
Способ плетения корзин — спиральный; орнамент — шахматный ромбовидный или в виде концентрических кругов разной окраски, чаще всего жёлтой, зелёной или фиолетовой.